# گاتهام (فصل ۴)
فصل ۴ گاتهام چهارمین فصل از مجموعه تلویزیونی گاتهام است که از تاریخ ۲۱ سپتامبر ۲۰۱۶ تا ۱۷ مه ۲۰۱۸ در طول ۲۲ قسمت از شبکه رسانه‌ای فاکس بر روی آنتن رفت. شخصیت‌های این سریال اقتباسی از کمیکهای منتشرشده به‌دست شرکت دی‌سی کامیکس می‌باشد و در زیرمجموعهٔ شخصیت‌های فرنچایز بتمن قرار می‌گیرند. تهیه‌کنندگان این فصل، شرکت وارنر برادرز تله‌ویژن و دی‌سی کامیکس هستند. برخلاف فصل قبل که دارای چهار تهیه‌کننده اجرایی داشت، این فصل سه تهیه‌کننده اجرایی دارد و یکی از آنها (کن وودراف) از این سمت کناره‌گیری کرده‌است. تهیه‌کنندگان اجرایی این فصل عبارت‌اند از: برونو هلر، دنی کنون و جان استیونز. این فصل با نام یک شوالیه تاریکی نیز شناخته می‌شود.
از بازیگران کلیدی این فصل می‌توان به بن مک‌کنزی (در نقش جیمز گوردون)، الکساندر صدیق (در نقش راس الغول) و کوری مایکل اسمیت (در نقش ریدلر/ادوارد نیگما) اشاره کرد. کامرون مانهن (در نقش‌های جروم والسکا/جرمایا والسکا/جوکر) نقش مهم‌تری را نسبت به سه فصل پیش بازی می‌کند و به‌خوبی چگونگی به‌وجود آمدن شخصیت جوکر را نشان می‌دهد. این فصل در اصل بر پایهٔ کمیک‌های بتمن: سال اول، بتمن: هالووین طولانی و بتمن: ناکجا آباد نوشته شده‌است. از کتاب مصور بتمن: سال اول انیمیشنی نیز (با همین نام) ساخته شده‌است.
ضبط فصل چهارم در مه ۲۰۱۷ کلید خورد و بازیگران اصلی این سریال، از جمله بن مک‌کنزی، دانل لوگ، دیوید مازوز، مورنا باکرین، شان پرتوی، ارین ریچاردز، کمرن بیکوندووا، کوری مایکل اسمیت، الکساندر صدیق، کریستال رید و جسیکا لوکاس به آن اضافه شدند. فصل چهارم در تاریخ بیست و یکم سپتامبر ۲۰۱۷ در دو بخش آغاز شد. اولین قسمت بخش اول با شروع سریال آغاز و در تاریخ ۱ مارس ۲۰۱۸ پایان یافت. پایان بخش دوم (پایان فصل) نیز در تاریخ ۱۷ مه ۲۰۱۸ صورت گرفت. شبکه رسانه‌ای فاکس مجری پخش این مجموعه بود.
این فصل از سوی مردم و منتقدین نمرات و دیدگاه‌های خوبی دریافت کرد و دلیل اصلی آن، دقیق جلوه‌دادن چگونگی تغییر شخصیت‌ها و تبدیل آنها به کاراکترهایی که از دنیای دی‌سی می‌شناسیم است. اولین قسمت از این فصل ۳٫۲۱ میلیون بیننده داشت که از تعداد بینندگان قسمت اول فصل قبل، ۱۷٪ کم‌تر بود. دلیل این موضوع تعداد زیاد شخصیت‌های مجموعه و دشواری در دنبال‌کردن داستان‌های مختلف آنها بود. نمرات پایین سریال (در نیمهٔ دوم) آنرا تا مرز لغو شدن هم برد ولی فاکس در سیزدهم مه ۲۰۱۸ اعلام کرد که فصل پنجم (آخرین فصل) این سریال نیز تولید خواهد گردید.

## بازیگران و شخصیت‌ها
اصلی
میهمان

## قسمت‌ها
آنچه در زیر می‌خوانید، نگاهی گذرا به مهم‌ترین حوادث رخ داده شده در قسمت‌های سریال است. بدیهی است بسیاری از جزئیات و اتفاقات ریز و جذابیت‌های هنری و صحنه‌های هیجان انگیز فیلم در مقاله زیر آورده نشده‌اند.
| شماره در کل | شماره در فصل | عنوان                                   | کارگردان        | نویسنده                        | تاریخ پخش اصلی  | بیننده‌ها در آمریکا (میلیون نفر) |
| ----------- | ------------ | --------------------------------------- | --------------- | ------------------------------ | --------------- | ------------------------------- |
| ۶۷          | ۱            | «پکس پنگوئنا»                           | دنی کنون        | جان استیونز                    | ۲۱ سپتامبر ۲۰۱۷ | ۳٫۲۱                            |
| ۶۸          | ۲            | «دروگر وحشت»                            | لویی شاو میلیتو | دنی کنون                       | ۲۸ سپتامبر ۲۰۱۷ | ۲٫۸۷                            |
| ۶۹          | ۳            | «آنهایی که پشت ماسک‌هایشان پنهان می‌شوند» | مارک تاندرای    | استیو لیلین و برایان وین‌براندت | ۵ اکتبر ۲۰۱۷    | ۲٫۹۲                            |
| ۷۰          | ۴            | «سر شیطان»                              | کنث فینک        | بن مک‌کنزی                      | ۱۲ اکتبر ۲۰۱۷   | ۲٫۷۵                            |
| ۷۱          | ۵            | «مسیر خنجر (سرنوشت تیغ)»                | اسکات وایت      | تزه چان                        | ۱۹ اکتبر ۲۰۱۷   | ۲٫۷۵                            |
| ۷۲          | ۶            | «بعد از ظهر گرازی»                      | مارک تاندرای    | کیم نیوتن                      | ۲۶ اکتبر ۲۰۱۷   | ۲٫۸۷                            |
| ۷۳          | ۷            | «روزی در باریکه‌ها»                      | دنیل میناهان    | دیوید بنیاف و دی.بی. وایس      | ۲ نوامبر ۲۰۱۷   | ۲٫۷۵                            |
| ۷۴          | ۸            | «خودت رو نزن»                           | راب بیلی        | چارلی هیوستون                  | ۹ نوامبر ۲۰۱۷   | ۲٫۷۰                            |
| ۷۵          | ۹            | «بگذار آنها پای بخورند»                 | نیتان هوپ       | ایتوری سوسا                    | ۱۶ نوامبر ۲۰۱۷  | ۲٫۶۲                            |
| ۷۶          | ۱۰           | «چیزهایی که می‌ترکند»                    | لویی شاو میلیتو | استیو لیلین و برایان وین‌براندت | ۳۰ نوامبر ۲۰۱۷  | ۲٫۵۹                            |
| ۷۷          | ۱۱           | «وزیر اسب را می‌زند»                     | دنی کنون        | جان استیونز                    | ۷ دسامبر ۲۰۱۷   | ۲٫۵۳                            |
| ۷۸          | ۱۲           | «تکه‌های یک آینهٔ شکسته»                  | هانل ام. کالپپر | دنی کنون                       | ۱ مارس ۲۰۱۸     | ۲٫۵۷                            |
| ۷۹          | ۱۳           | «یک تاریکی زیبا»                        | جان استیونز     | تزه چان                        | ۸ مارس ۲۰۱۸     | ۲٫۴۱                            |
| ۸۰          | ۱۴           | «تجدید دیدار»                           | آنابل کی. فراست | پیتر بلیک                      | ۱۵ مارس ۲۰۱۸    | ۲٫۵۵                            |
| ۸۱          | ۱۵           | «کشتی غرق‌شده و تشویق عظیم حضار»         | نیک کپوس        | ست بوستون                      | ۲۲ مارس ۲۰۱۸    | ۲٫۴۷                            |
| ۸۲          | ۱۶           | «یکی از سه بشقاب سوپ من»                | بن مک‌کنزی       | چارلی هیوستون                  | ۲۹ مارس ۲۰۱۸    | ۲٫۳۹                            |
| ۸۳          | ۱۷           | «ملاقات صبحانهٔ اجباری»                  | مایا ورویلو     | استیو لیلین و برایان وین‌براندت | ۵ آوریل ۲۰۱۸    | ۲٫۵۳                            |
| ۸۴          | ۱۸           | «به اون میگن سرگرمی»                    | نیک کپوس        | دنی کنون                       | ۱۲ آوریل ۲۰۱۸   | ۲٫۳۷                            |
| ۸۵          | ۱۹           | «برای مرگ ما و فراتر»                   | اسکات وایت      | پیتر بلیک و ایتوری سوسا        | ۱۹ آوریل ۲۰۱۸   | ۲٫۱۸                            |
| ۸۶          | ۲۰           | «آن جسد قدیمی»                          | لویی شاو میلیتو | چارلی هیوستون                  | ۳ مه ۲۰۱۸       | ۱٫۹۴                            |
| ۸۷          | ۲۱           | «یک روز بد»                             | راب بیلی        | تزه چان                        | ۱۰ مه ۲۰۱۸      | ۲٫۲۱                            |
| ۸۸          | ۲۲           | «منطقه بی‌طرف»                           | نیتان هوپ       | جان استیونز و ست بوستون        | ۱۷ مه ۲۰۱۸      | ۲٫۲۰                            |

## واژه‌نامه
1. ↑  A Dark Knight
2. ↑  Batman: Year One
3. ↑  Batman: The Long Halloween
4. ↑  Batman: No Man's Land
5. ↑  Pax Penguina
6. ↑  The Fear Reaper
7. ↑  They Who Hide Behind Masks
8. ↑  The Demon's Head
9. ↑  The Blade's Path
10. ↑  Hog Day Afternoon
11. ↑  A Day in the Narrows
12. ↑  Stop Hitting Yourself
13. ↑  Let Them Eat Pie
14. ↑  Things That Go Boom
15. ↑  Queen Takes Knight
16. ↑  Pieces of a Broken Mirror
17. ↑  A Beautiful Darkness
18. ↑  Reunion
19. ↑  The Sinking Ship The Grand Applause
20. ↑  One of My Three Soups
21. ↑  Mandatory Brunch Meeting
22. ↑  That's Entertainment
23. ↑  To Our Deaths and Beyond
24. ↑  That Old Corpse
25. ↑  One Bad Day
26. ↑  No Man's Land